# جوناثان بيكر مور
جوناثان بيكر مور (بالإنجليزية: Jonathan Baker Moore)‏ هو ضابط وسياسي أمريكي، ولد في 16 مارس 1825، وتوفي في 8 فبراير 1889. انتخب عضو جمعية ولاية ويسكونسن.